# Everton Cornelius
Everton Cornelius (* 8. Mai 1955) ist ein Sprinter und Sportfunktionär aus Antigua und Barbuda.

## Leben
Bei den Olympischen Sommerspielen 1976 nahm er zusammen mit den Teamkollegen Paul Richards, Elroy Turner und Calvin Greenaway an der 4-mal-100-Meter-Staffel der Männer teil. Das Team belegte den siebten Platz des Vorlaufes und zog somit nicht ins Finale ein.
Er ist der Vizepräsident der Athletic Association of Antigua & Barbuda.